# Chies d'Alpago
Chies d'Alpago (vènet Chies d'Alpago) és un municipi italià, dins de la província de Belluno. L'any 2007 tenia 1.569 habitants. Limita amb els municipis de Barcis (PN), Claut (PN), Pieve d'Alpago, Puos d'Alpago i Tambre.

## Administració
| Període | Identitat         | Partit        |
| ------- | ----------------- | ------------- |
| 2004-   | Loredana Barattin | Llista cívica |